# 사이잉푼역
사이잉푼역(西營盤, Sai Ying Pun)은 홍콩섬 북서부 중사이구의 사이잉푼과 분산거이 (미드레벨) 서부에 걸쳐 위치한 공도선의 역이다. 2015년 3월 29일 공도선의 서부연장구간이 개통되면서 문을 열었다.
사이잉푼역은 공도선의 중간역으로서, 옛 계획에서는 남구 일대를 지나는 다른 노선과의 환승역으로 계획되기도 했다. 1970년 《홍콩 대중교통 추가연구안》에 처음 언급되었으며 1980년대 공도선 구축계획과 더불어 지어질 예정이었으나, 이용객 규모가 적을 것으로 예상되고 기술적 문제가 존재한다는 이유로 공도선이 서쪽으로는 성완역까지만 머무르면서, 이 지역 일대에 지하철역이 들어오기까지 30여년을 더 기다려야 했다.

## 역사

### 부지 설정
사이잉푼역의 부지는 당초 계획된 바에 따르면 지금 위치와는 달랐다. 2003년 12월 홍콩 정부 개발부처에서 발간한 〈구획방안 개요 S/H3/20〉(Outline Zoning Plan No. S/H3/20)를 보면, 홍콩섬 서부의 데보 로드 웨스트와 고싱 스트리트에 예정 지하철역이 하나 표시되어 있다. 해당 교차로에는 MTR 마크가 새겨진 환기구가 설치되어 있고, 데보 로드 웨스트에 마주한 큰 공터와 인근 의료센터에서도 이런 표시가 확인된다. 일각에서는 이것이 본래 건설이 예정됐던 지하철역 출구를 위해 남긴 것으로 추측하고 있으며, 이 일대가 원래 계획됐던 부지였음을 시사한다.
하지만 공식적으로는 그보다 더 서쪽의 부지를 택했다. 2002년 5월 MTR이 홍콩 정부 측에 제출한 지하철 연장안에서는 역 부지를 좀 더 서쪽으로 이동하여 데보 로드 웨스트와 워터 스트리트가 만나는 교차로에 건설할 것을 제안하고 있다.
2004년 3월 MTR은 다시 한번 역 부지를 동쪽으로 옮겼으나 이번에는 좀 더 남쪽으로, 조지 5세 기념공원 지하에 건설하기로 하였다. 지역신문 《명보》가 MTR 항철공사를 취재한 기사에 따르면 홍콩섬의 주요 도로 지하를 뚫는 공사 동안에 발생할 소음 문제 등을 피하기 위해 부지를 선택했다고 전한다. 또한 해당 부지는 분산거이 지역 거주민들의 교통 수요도 끌어올 것으로 예상했다.

### 설계와 공사
항철공사는 사이잉푼역, 홍콩대학역과 2.2km 길이의 터널 공사의 입찰공고에 나섰다. 2009년에는 설계와 공사 업체로 에이다스를 선정, AECOM과의 합작에 나섰다. 2010년 3월에는 개먼 컨스트럭션과 니시마츠 건설의 합작기업으로 인수되었으며 계약금은 47억 홍콩 달러다.
2010년 역 공사가 개시되어 2015년에 마무리되었다. 공도선 서부연장선은 2014년 12월 29일에 개통되었지만, 사이잉푼역은 약한 지반환경 때문에 공사가 진척되어 다른 두 역보다 1년 늦은 2015년 3월 29일 문을 열게 되었다. 특히 B3번 출구 공사도 같은 이유로 한동안 공사가 이뤄졌다. 역 공사 과정에서 센터 스트리트의 조리식품센터, 키링 레인의 어린이 놀이터, 위티 스트리트의 공중화장실 등의 주변건물을 철거하는 작업을 병행하였다.
역내에는 예술가 치밍종과 홍콩청소년예술재단의 흑백사진 콜라주 〈사이잉푼의 거리풍경〉 (Street Scenes of Sai Ying Pun)가 설치되었다. 해당 작품은 중앙 대합실과 B1/B2 출구 사이에 설치되어 있다.
한편 A출구와 대합실 사이의 보행자 통로가 너무 길어서 일부 주민들의 불만을 사고 있다는 보도가 나왔다.

## 역 구조
| G        | 1층                        | 출구                                |
| C        | 대합실                     | 고객서비스, MTR 샵                  |
| P 승강장 | 승강장 1                   | → 공도선 차이완 방면 (성완) →       |
| P 승강장 | 섬식 승강장, 오른쪽문 열림 |                                     |
| P 승강장 | 승강장 2                   | ← 공도선 케네디타운 방면 (홍콩대학) |

### 역 출구
- A1: 퀸스 로드 웨스트 (사이우 레인 인근)[11][12]
- A2: 데보 로드 웨스트 (헬스게이트 의료센터 인근)[11][12]
- B1: 퍼스트 스트리트[11][12]
- B2: 세컨드 스트리트[11][12]
- B3: 키링 레인[11][12]
- C: 본햄 로드 (데이비드 트렌치 재활센터)[11][12]

B3번 출구 (키링레인)은 약한 지반환경 탓에 공사가 늦어져 2016년 3월 27일에 개통했다. 2016년 6월 25일에는 승객용 엘리베이터가 설치되었다.

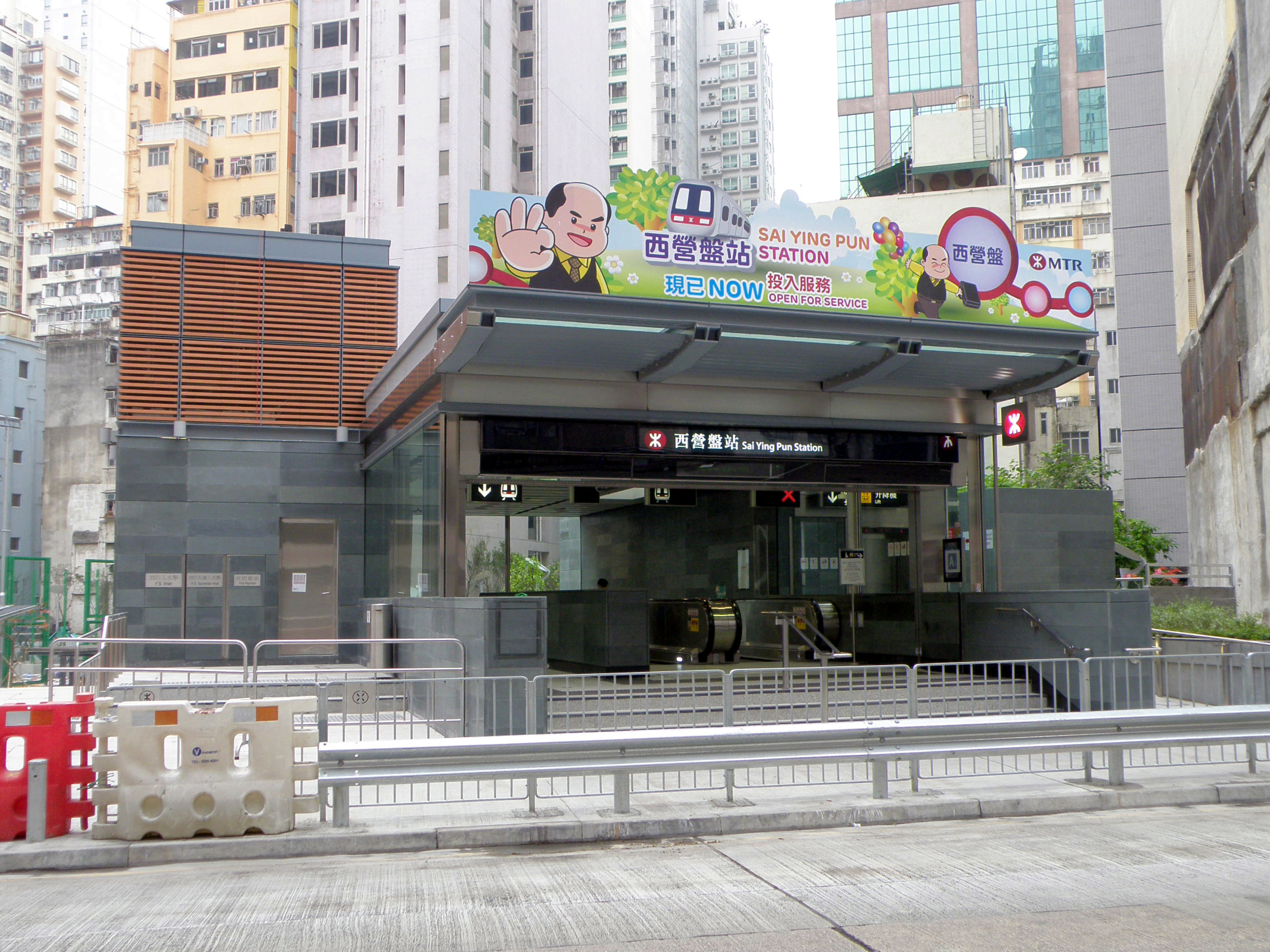
A1번 출구
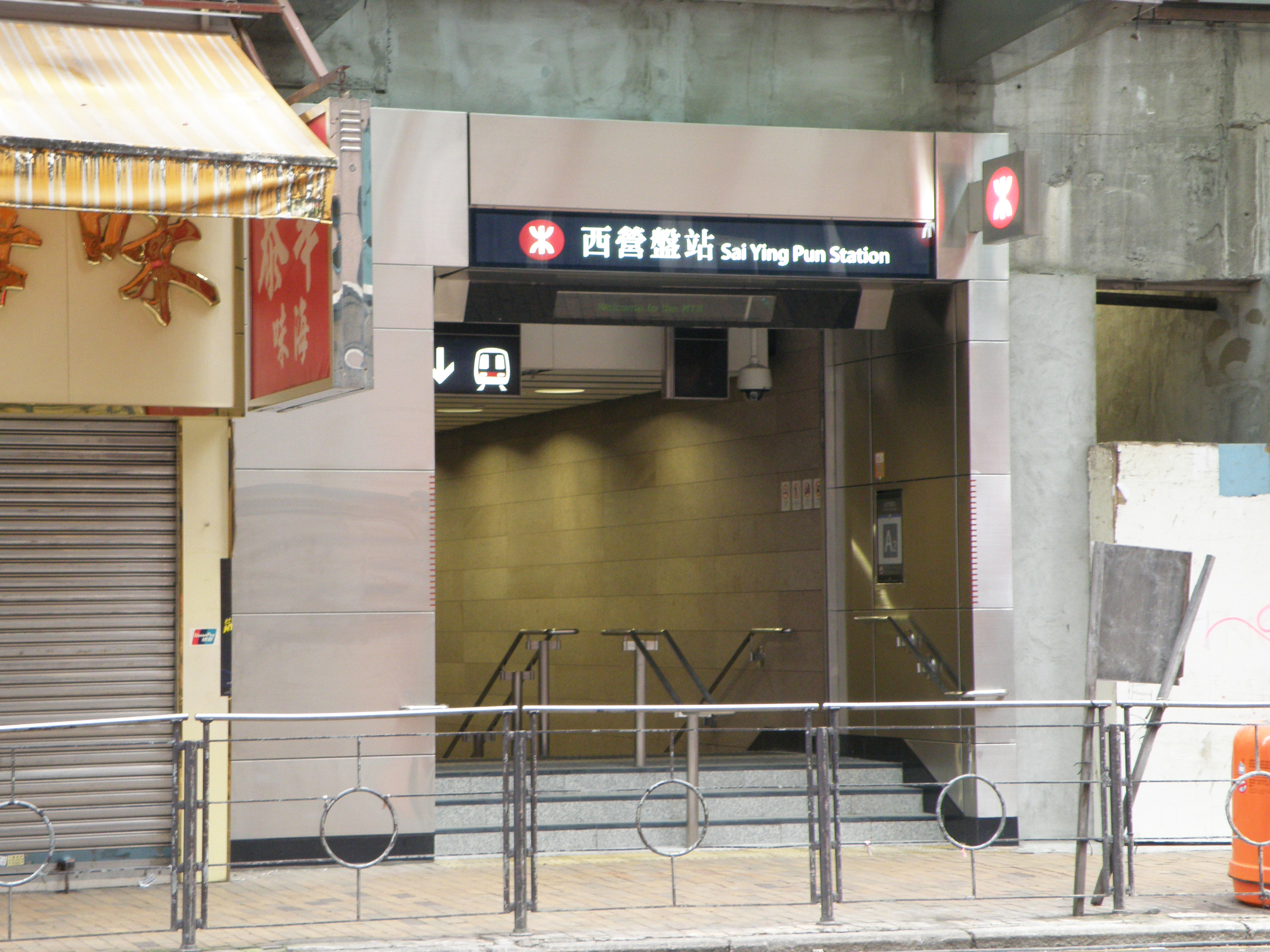
A2번 출구
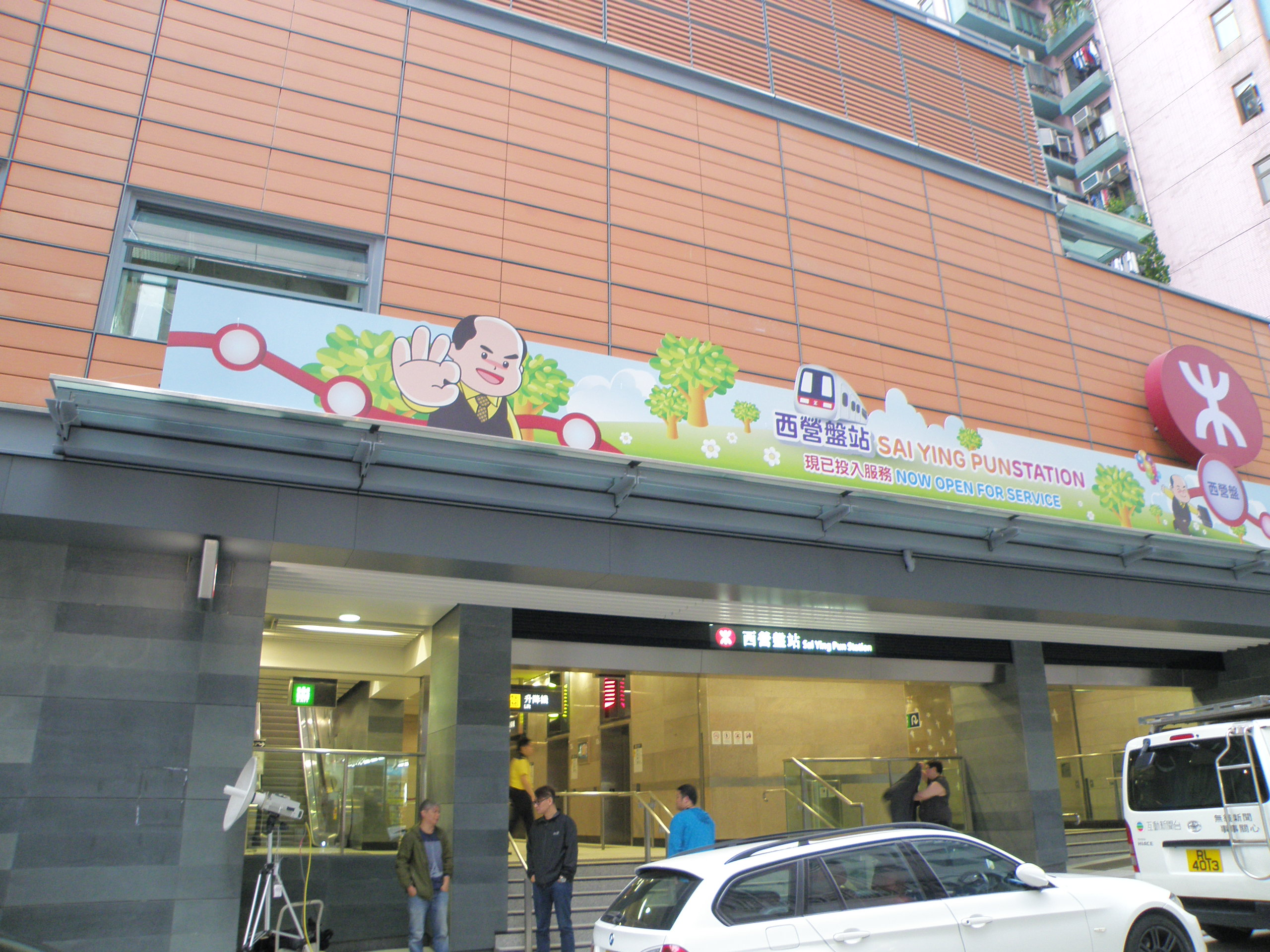
B1번 출구
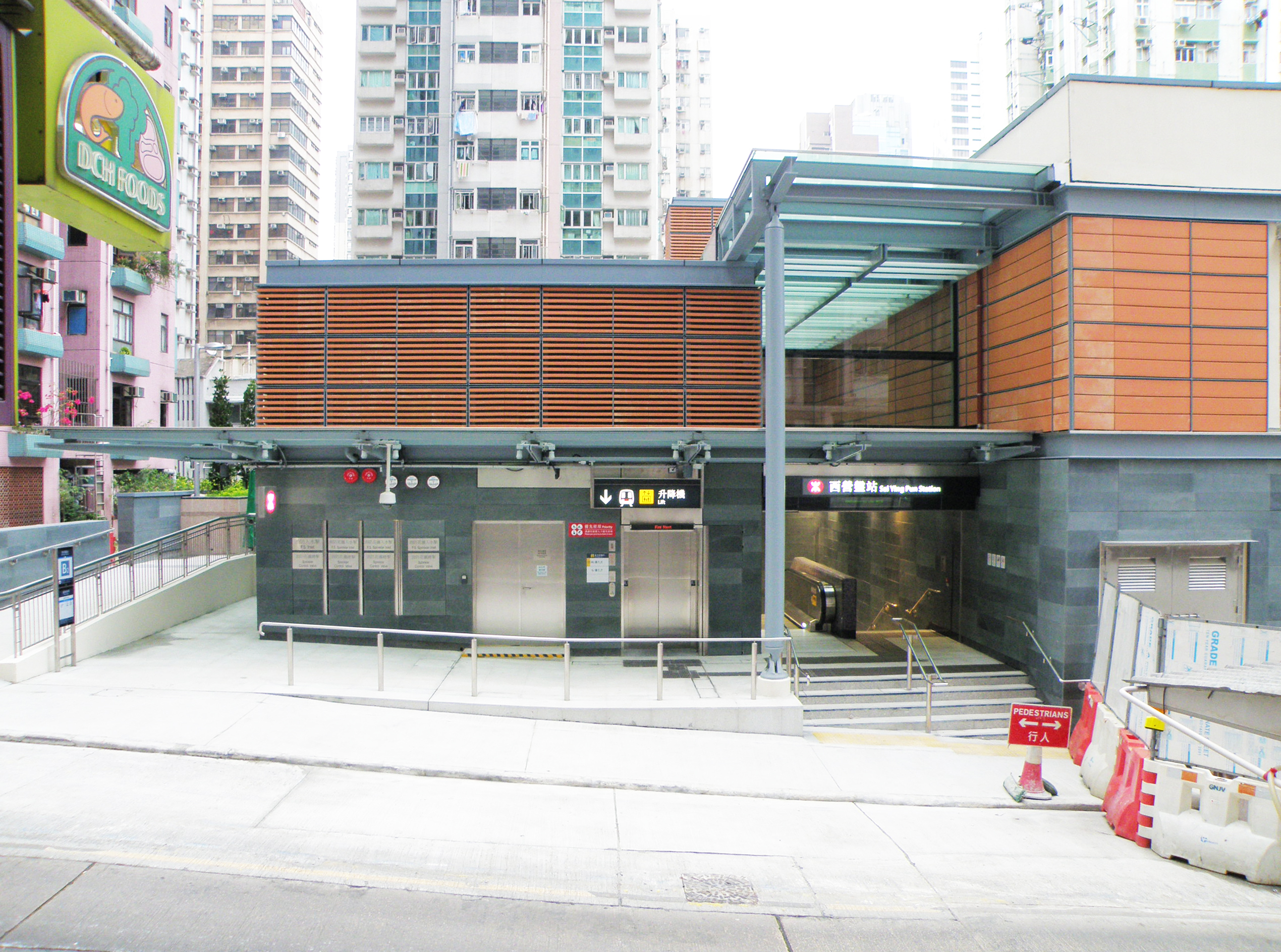
B2번 출구
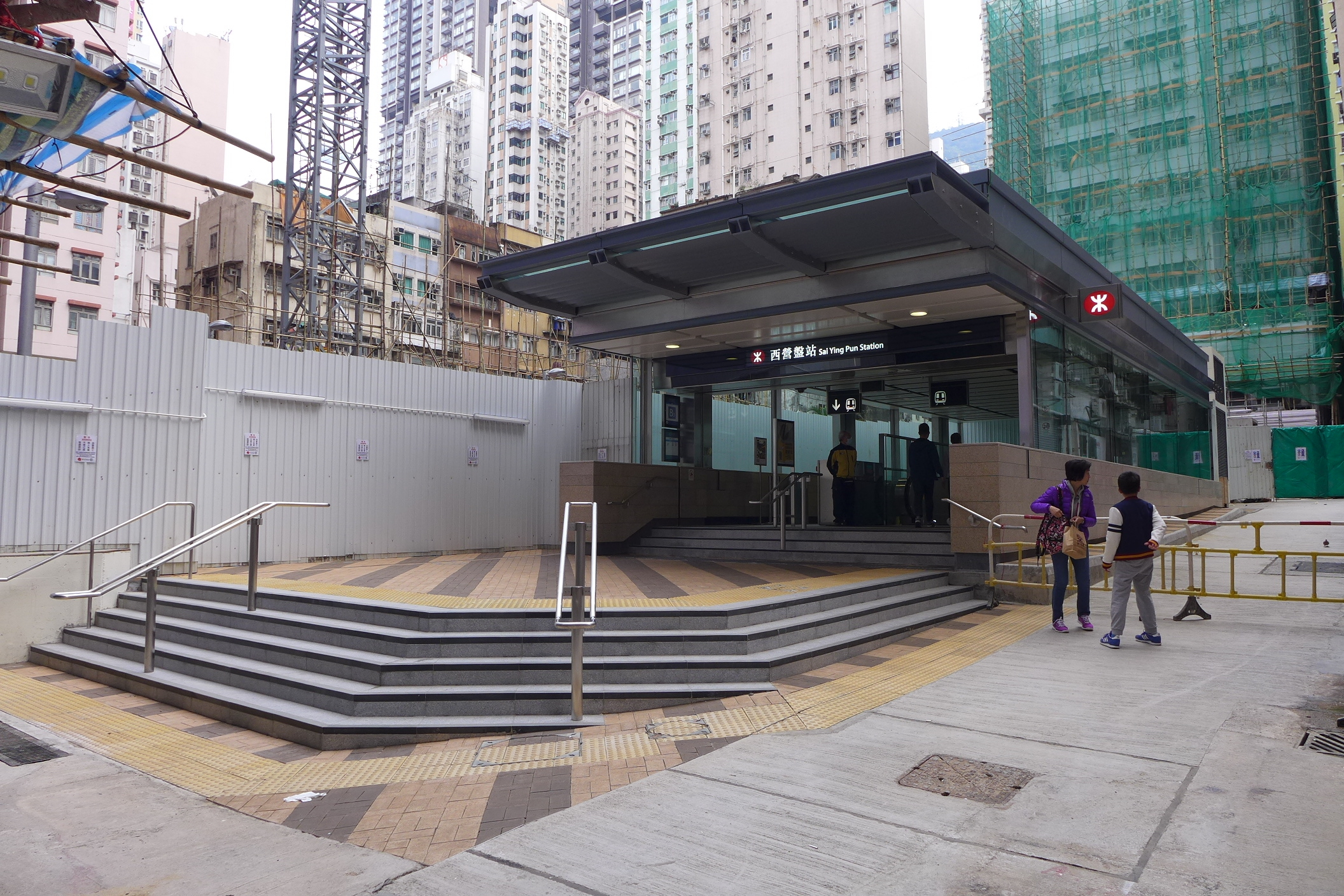
B3번 출구
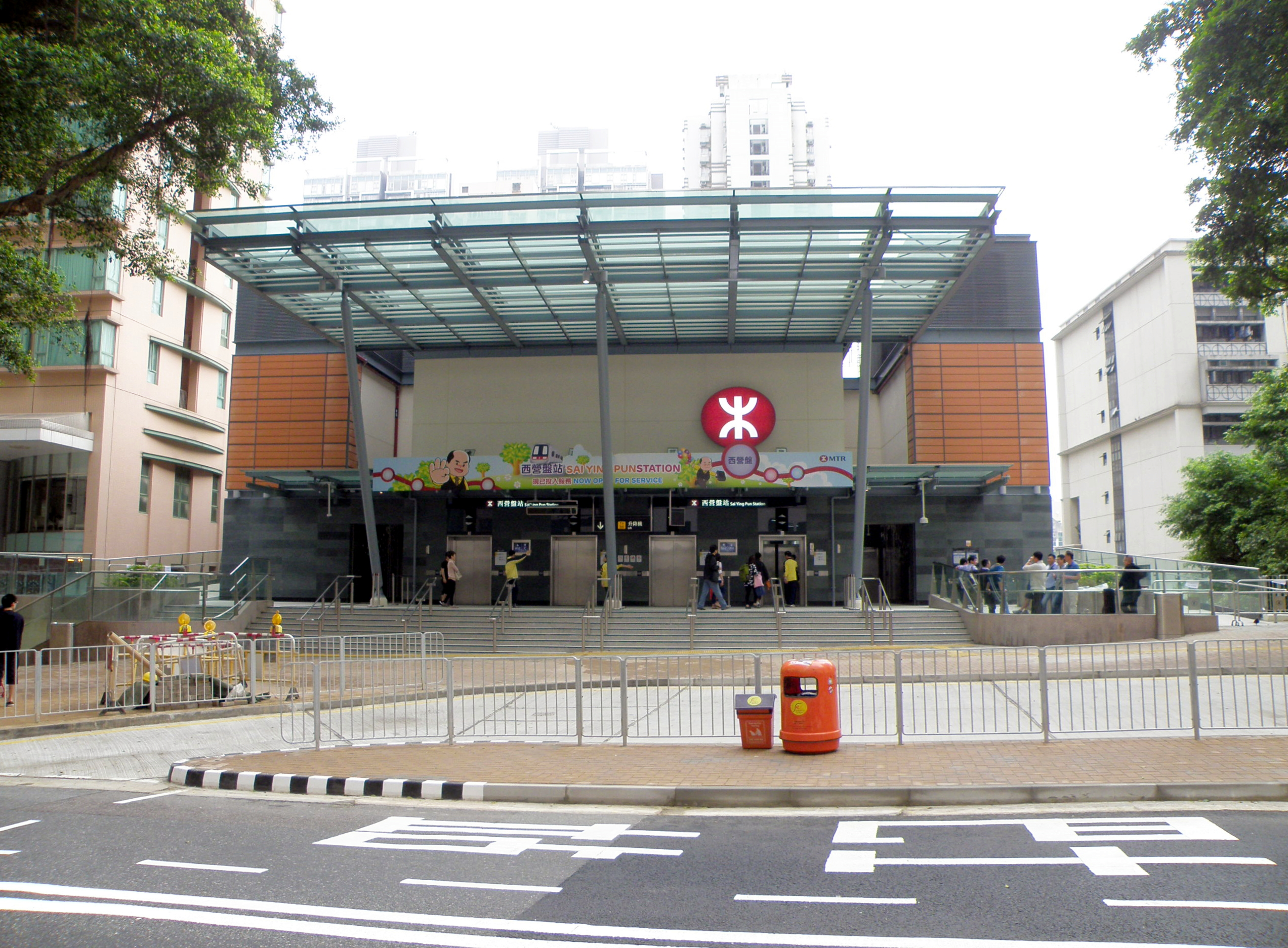
C번 출구